# Mágico González
Jorge Alberto González Barillas, plus connu sous le nom de Mágico González, né le 13 mars 1958 à San Salvador, est un footballeur international salvadorien, qui évoluait au poste de milieu offensif.
Il est élu meilleur joueur salvadorien du XXe siècle par l'IFFHS.

## Biographie

### Carrière en club

#### Débuts au Salvador
González commence sa carrière de joueur professionnel en 1975 avec l'équipe Administración Nacional de Telecomunicaciones (ANTEL). Il joue pour l'ANTEL et l'Independiente pendant deux saisons, avant d'être transféré au Club Deportivo Fútbolistas Asociados Santanecos.
Alors qu'il joue au Salvador, González devient connu sous le nom de Mago. Après son transfert en Espagne, son surnom deviendra Mágico.

#### Cádiz
L'Atlético de Madrid et le Cádiz CF commencent à montrer de l'intérêt pour González en 1982. Il finit par signer avec les Andalous. Son premier match disputé en Espagne est un match amical contre La Barca de la Florida. Il dispute son premier match officiel le 5 septembre 1982 contre le Real Murcia et marque dans le même temps son premier but.
Il reste à Cádiz jusqu'en janvier 1985, malgré l'intérêt que lui porte le Paris Saint-Germain et l'ACF Fiorentina. Mais à cause de divergences avec Benito Joanet, il est transféré au Real Valladolid. Il revient à Cadiz un an plus tard.
Au total, il dispute 203 matchs dans les divisions professionnelles espagnoles, inscrivant 60 buts dans ces championnats.

### Carrière en sélection
Il reçoit 62 sélections et inscrit 21 buts en équipe du Salvador entre 1976 et 1998.
Avec l'équipe du Salvador il participe notamment à la Coupe du monde 1982 organisée en Espagne. Lors du mondial, il joue les trois matchs de poules — contre la Hongrie, la Belgique et enfin l'Argentine — et ne marque aucun but.

## Palmarès
CD FAS
- Championnat du Salvador (5) :
  - Champion : 1978, 1979, 1981, 1994-1995 et 1995-1996.
  - Vice-champion : 1993-1994, 1997-1998 et 1999 (Clôture).

- Coupe des champions de la CONCACAF (1) :
  - Vainqueur : 1979.